# جايسون بوليو
جايسون بوليو هو لاعب كرة قدم كندي في مركز حراسة المرمى، ولد في 12 فبراير 1994 في مونتريال في كندا.

## وصلات خارجية
- جايسون بوليو على موقع قاعدة بيانات كرة القدم.إي يو (الإنجليزية)
- جايسون بوليو على موقع Soccerway.com (الإنجليزية)